# Bianca Andreescu
Bianca Andreescu (Mississauga, Ontario, 2000. június 16. –) egyéniben Grand Slam-tornagyőztes, párosban kétszeres junior Grand Slam-tornagyőztes, román származású kanadai hivatásos teniszezőnő.
Az első kanadai teniszező, és az első 2000 után született teniszezőnő, aki Grand Slam-tornán győzelmet szerzett.
2017 óta profi teniszjátékos. Egyéniben három WTA-, egy WTA 125K- és öt ITF-tornagyőzelemmel rendelkezik, párosban egy WTA125 és három ITF-tornát nyert meg. Legjobb világranglista-helyezése egyéniben a 2019. október 21-én elért 4. hely, párosban a 147. helyre 2018. július 16-án került.
Juniorként 2017-ben megnyerte az Australian Open és a Roland Garros lány páros versenyét. A felnőttek között legjobb egyéni Grand Slam-tornaeredménye a 2019-es US Open megnyerése, ahol a döntőben Serena Williams ellen győzött. Ezzel az eredményével a világranglista 5. helyére került. Ranglista helyezése alapján 2019-ben kvalifikálta magát az év végi világbajnokságra. A 2023-as Roland Garroson vegyes párosban döntőt játszott.
2019-ben elsőként a teniszezők közül ő kapta a Lou Marsh-díjat (Lou Marsh Trophy), amelyet Kanada legjobb sportolójának adományoznak.

## Élete és pályafutása
Az Ontario állambeli Mississaugában született román szülők gyermekeként. Apja, Nicu Andreescu mérnök, röviddel a brassói Erdélyi Egyetem elvégzése után kapott munkát Kanadában. Anyja, aki a Craiovai Egyetemen végzett, később a torontói Global Maxfin Investments Inc. vezérigazgató-helyettese lett.
Hétéves korában kezdett teniszezni Pitești-en Gabriel Hristache vezetésével, amikor az Andreescu család visszaköltözött Romániába. Néhány évvel később a család visszatért Kanadába, ahol Bianca a mississaugai Ontario teniszklubban edzett. 11 éves korában csatlakozott a Tennis Canada torontói nemzeti képzési programhoz, és komolyabban kezdett foglalkozni karrierjével.
Juniorként 2014-ben egyéniben győzött a Les Petits As tornán, a 14 éven aluliak legrangosabb versenyén, és ugyanezen év végén megnyerte a 16 éven aluliak legerősebb versenyét, az Orange Bowlt is. 2016-ban egyéniben és párosban is az első kiemelt volt az Australian Open lányok versenyén, azonban a torna folyamán megsérült, és hat hónapra kiesett a versenyzésből. Ekkor a kombinált junior világranglista 3. helyén állt.
Első egyéni és páros ITF-tornagyőzelmét 2016. augusztusban a kanadai Gatineau-ban szerezte. 2019. januárban győzött a Newport Beachen rendezett WTA 125K torna egyéni versenyén. WTA-tornán egyéniben egy alkalommal játszott döntőt, 2019. januárban az Auckland Openen, ahol a kvalifikációból feljutva megverte az első kiemelt Caroline Wozniackit, a hatodik kiemelt Venus Williamst és a harmadik kiemelt Hszie Su-vejt is, és csak a döntőben szenvedett vereséget a második kiemelt Julia Görgestől. 2019. márciusban érte el pályafutása eddigi legnagyobb sikerét, amikor az elődöntőben az ukrán Elina Szvitolina elleni elődöntős győzelmével bejutott a Premier Mandatory kategóriájú BNP Paribas Open torna döntőjébe, ahol legyőzte a háromszoros Grand Slam-győztes Angelique Kerbert is. Ezzel 36 helyet javítva a világranglista 24. helyére ugrott. A Roland Garroson sérülés miatt nem tudta folytatni a küzdelmeket. Sérüléséből felépülve augusztusban megnyerte a Premier 5 kategóriájú Rogers Cupot, miután a döntőben 3–1-es vezetésénél Serena Williams hátsérülés miatt feladta a mérkőzést. Andreescu ezzel a világranglista 14. helyére ugrott. 2019 szeptemberében Serena Williamset 6:3, 7:5-re győzte le a 2019-es US Open döntőjében, megszerezve ezzel pályafutása első Grand Slam-sikerét.
Párosban egy alkalommal jutott el a döntőig, 2017. szeptemberben a Tournoi de Québec tornán a Babos Tímea−Andrea Hlaváčková-párostól szenvedtek vereséget.
2017 óta tagja Kanada Fed-kupa-válogatottjának.

## Junior Grand Slam döntői

### Páros

#### Győzelmek (2)
| Év   | Bajnokság       | Borítás | Partner          | Ellenfél                                | Eredmény    |
| ---- | --------------- | ------- | ---------------- | --------------------------------------- | ----------- |
| 2017 | Australian Open | Kemény  | Carson Branstine | Maja Chwalińska Iga Świątek             | 6–1, 7–6(4) |
| 2017 | Roland Garros   | Salak   | Carson Branstine | Oleszja Pervusina Anasztaszija Potapova | 6–1, 6–3    |

## Grand Slam döntői

### Egyéni

#### Győzelmek (1)
| Év   | Bajnokság | Borítás | Ellenfél        | Eredmény |
| ---- | --------- | ------- | --------------- | -------- |
| 2019 | US Open   | Kemény  | Serena Williams | 6–3, 7–5 |

## WTA-döntői
| Összesítés           |                        |
| Grand Slam-torna (1) |                        |
| Tier I (0)           | Premier Mandatory* (1) |
| Tier II (0)          | Premier Five* (1)      |
| Tier III (0)         | Premier* (0)           |
| Tier IV (0)          | International* (0)     |
| Tier V (0)           | Challenger* (0)        |

* 2009-től megváltozott a tornák rendszere.
 Az egymás mellett azonos színnel jelölt tornatípusok között nincs teljes mértékű megfelelés.

### Egyéni

#### Győzelmei (3)
| No. | Dátum               | Torna                          | Borítás | Ellenfél a döntőben | Eredmény a döntőben | Eredmény a döntőben |
| 1.  | 2019. március 17.   | BNP Paribas Open, Indian Wells | Kemény  | Angelique Kerber    | 6–4, 3–6, 6–4       |                     |
| 2.  | 2019. augusztus 11. | Rogers Cup, Toronto            | Kemény  | Serena Williams     | 3–1 feladta         |                     |
| 3.  | 2019. szeptember 7. | US Open, New York              | Kemény  | Serena Williams     | 6–3, 7–5            | részletek           |

#### Elveszített döntői (4)
| No. | Dátum            | Torna                         | Borítás | Ellenfél a döntőben  | Eredmény a döntőben |
| 1.  | 2019. január 6.  | Auckland Open, Auckland       | Kemény  | Julia Görges         | 6–2, 5–7, 1–6       |
| 2.  | 2021. április 3. | Miami Open, Miami             | Kemény  | Ashleigh Barty       | 3–6, 0–4, feladta   |
| 3.  | 2022. június 25. | Bad Homburg Open, Bad Homburg | Fű      | Caroline Garcia      | 7–6(5), 4–6, 4–6    |
| 4.  | 2024. június 16. | Libema Open, Rosmalen         | Fű      | Ljudmila Szamszonova | 6–4, 3–6, 5–7       |

### Páros

#### Elveszített döntői (1)
| No. | Dátum                | Torna                     | Borítás     | Partner          | Ellenfél a döntőben           | Eredmény a döntőben |
| 1.  | 2017. szeptember 17. | Tournoi de Québec, Québec | Szőnyeg (f) | Carson Branstine | Babos Tímea Andrea Hlaváčková | 3–6, 1–6            |

## WTA 125K-döntői

### Egyéni

#### Győzelmei (1)
| No. | Dátum            | Torna                                   | Borítás | Ellenfél a döntőben | Eredmény a döntőben |
| 1.  | 2019. január 26. | Oracle Challenger Series, Newport Beach | Kemény  | Jessica Pegula      | 0–6, 6–4, 6–2       |

### Páros

#### Győzelmei (1)
| No. | Dátum          | Torna               | Borítás | Partner         | Ellenfél a döntőben       | Eredmény a döntőben |
| 1.  | 2025. május 3. | Catalonia Open, Vic | Salak   | Aldila Sutjiadi | Leylah Fernandez Lulu Sun | 6–2, 6–4            |

## ITF döntői

### Egyéni: 9 (5−4)
| Díjazás        |
| -------------- |
| $100,000 torna |
| $$80,000 torna |
| $$60,000 torna |
| $25,000 torna  |
| $15,000 torna  |

| Eredmény | No. | Dátum               | Torna                             | Borítás    | Ellenfél                    | Eredmény            |
| -------- | --- | ------------------- | --------------------------------- | ---------- | --------------------------- | ------------------- |
| Döntős   | 1.  | 2015. augusztus 2.  | Gatineau, Kanada                  | Kemény     | Alexa Glatch                | 4–6, 3–6            |
| Győztes  | 1.  | 2016. augusztus 14. | Gatineau, Kanada                  | Kemény     | Elizabeth Halbauer          | 6–2, 7–5            |
| Döntős   | 2.  | 2016. október 23.   | Saguenay, Kanada                  | Kemény (f) | Catherine Bellis            | 4–6, 2–6            |
| Győztes  | 2.  | 2017. február 6.    | Rancho Santa Fe, Egyesült Államok | Kemény     | Kayla Day                   | 6–4, 6–1            |
| Győztes  | 3.  | 2017. április 2.    | Pula, Olaszország                 | Salak      | Bernarda Pera               | 6–7(8), 6–2, 7–6(8) |
| Döntős   | 3.  | 2018. április 1.    | Kófu, Japán                       | Kemény     | Luksika Kumkhum             | 3–6, 3–6            |
| Döntős   | 4.  | 2018. április 8.    | Kasiva, Japán                     | Kemény     | Luksika Kumkhum             | 3–6, 6–7(4)         |
| Győztes  | 4.  | 2018. október 21.   | Florence, Egyesült Államok        | Kemény     | Ószaka Mari                 | 6–4, 2–6, 6–3       |
| Győztes  | 5.  | 2018. november 18.  | Norman, OK, Egyesült Államok      | Kemény     | María Camila Osorio Serrano | 6–1, 6–0            |

### Páros: 4 (3–1)
| Díjazás        |
| -------------- |
| $100,000 torna |
| $80,000 torna  |
| $60,000 torna  |
| $25,000 torna  |
| $15,000 torna  |

| Eredmény | No. | Dátum               | Torna            | Borítás    | Partner                      | Ellenfél                            | Eredmény            |
| -------- | --- | ------------------- | ---------------- | ---------- | ---------------------------- | ----------------------------------- | ------------------- |
| Győztes  | 1.  | 2016. augusztus 14. | Gatineau, Kanada | Kemény     | Charlotte Robillard-Millette | Mana Ayukawa Samantha Murray        | 4–6, 6–4, [10–6]    |
| Döntős   | 1.  | 2016. október 22.   | Saguenay, Kanada | Kemény (f) | Charlotte Robillard-Millette | Elena Bogdan Mihaela Buzărnescu     | 4–6, 7–6(4), [6–10] |
| Győztes  | 2.  | 2017. október 29.   | Saguenay, Kanada | Kemény (f) | Carol Zhao                   | Francesca Di Lorenzo Erin Routliffe | játék nélkül        |
| Győztes  | 3.  | 2018. július 22.    | Gatineau, Kanada | Kemény     | Carson Branstine             | Hsu Chieh-yu Marcela Zacarías       | 4–6, 6–2, [10–4]    |

## Eredményei Grand Slam-tornákon

### Egyéni
| Grand Slam | Australian Open | Australian Open      | Roland Garros  | Roland Garros    | Wimbledon      | Wimbledon       | US Open  | US Open         |
| Év         | Eredmény        | Utolsó ellenfél      | Eredmény       | Utolsó ellenfél  | Eredmény       | Utolsó ellenfél | Eredmény | Utolsó ellenfél |
| 2017       | −               | −                    | Q1             | Tereza Smitková  | 1. kör         | Kristína Kučová | Q1       | Liu Fang-csou   |
| 2018       | Q1              | Alexandra Dulgheru   | Q3             | Richèl Hogenkamp | Q3             | Antonia Lottner | Q1       | Olga Danilović  |
| 2019       | 2. kör          | Anastasija Sevastova | 2. kör         | Sofia Kenin      | –              | –               | Győzelem | Serena Williams |
| 2020       | –               | –                    | –              | –                | elmaradt       | elmaradt        | –        | –               |
| 2021       | 2. kör          | Hszie Su-vej         | 1. kör         | Tamara Zidanšek  | 1. kör         | Alizé Cornet    | 4. kör   | María Szákari   |
| 2022       | –               | –                    | 2. kör         | Belinda Bencic   | 2. kör         | Jelena Ribakina | 3. kör   | Caroline Garcia |
| 2023       | 2. kör          | Cristina Bucșa       | 3. kör         | Leszja Curenko   | 3. kör         | Unsz Dzsábir    | –        | –               |
| 2024       | –               | –                    | 3. kör         | Jasmine Paolini  | 3. kör         | Jasmine Paolini | 1. kör   | Jasmine Paolini |
| 2025       | –               | –                    | Selejtező (Q2) | Selejtező (Q2)   | Selejtező (Q2) | Selejtező (Q2)  |          |                 |

## Díjai, elismerései
- 2017: Az év női teniszezője (Kanada)
- 2019: Az év sportolója (Lou Marsh Trophy) (Kanada)[2]
- 2019: Az év felfedezettje (WTA)[14]

### Pénzdíjai
| Év       | Grand Slam győzelem | WTA győzelem | Megnyert tornák | Pénzdíj (US$) | Hely. |
| -------- | ------------------- | ------------ | --------------- | ------------- | ----- |
| 2015     | 0                   | 0            | 0               | 4651          | 768.  |
| 2016     | 0                   | 0            | 0               | 15 465        | 426.  |
| 2017     | 0                   | 0            | 0               | 102 607       | 200.  |
| 2018     | 0                   | 0            | 0               | 93 165        | 236.  |
| 2019     | 1                   | 2            | 3               | 6 504 150     | 4.    |
| 2020     | 0                   | 0            | 0               | 0             | –     |
| 2021     | 0                   | 0            | 0               | 804 694       | 39.   |
| 2022     | 0                   | 0            | 0               | 672 731       | 59.   |
| Karrier* | 1                   | 2            | 3               | 8 208 608     | 78.   |

- 2023. január 21-én.

## Év végi világranglista-helyezései
| Év     | 2015 | 2016 | 2017 | 2018 | 2019  | 2020  | 2021 | 2022 | 2023  | 2024 |
| Egyéni | 633. | 297. | 182. | 178. | 5.    | 7.    | 46.  | 45.  | 92.   | 132. |
| Páros  | 970. | 367. | 159. | 541. | 1207. | 1269. | –    | 380. | 1357. | –    |